# St. John (Missouri)
Saint John és una població dels Estats Units a l'estat de Missouri. Segons el cens del 2000 tenia 6.871 habitants.

## Demografia
Segons el cens del 2000, Saint John tenia 6.871 habitants, 2.774 habitatges, i 1.767 famílies. La densitat de població era de 1.868,2 habitants per km².
Dels 2.774 habitatges en un 30% hi vivien nens de menys de 18 anys, en un 43% hi vivien parelles casades, en un 16% dones solteres, i en un 36,3% no eren unitats familiars. En el 29,2% dels habitatges hi vivien persones soles el 10,7% de les quals corresponia a persones de 65 anys o més que vivien soles. El nombre mitjà de persones vivint en cada habitatge era de 2,44 i el nombre mitjà de persones que vivien en cada família era de 3,03.
Per edats la població es repartia de la següent manera: un 25,2% tenia menys de 18 anys, un 7,8% entre 18 i 24, un 32% entre 25 i 44, un 19,9% de 45 a 60 i un 15,1% 65 anys o més.
L'edat mediana era de 37 anys. Per cada 100 dones de 18 o més anys hi havia 88,2 homes.
La renda mediana per habitatge era de 37.754 $ i la renda mediana per família de 43.922 $. Els homes tenien una renda mediana de 31.304 $ mentre que les dones 25.646 $. La renda per capita de la població era de 18.581 $. Entorn del 6,4% de les famílies i el 7,8% de la població estaven per davall del llindar de pobresa.

## Poblacions més properes
El següent diagrama mostra les poblacions més properes.